# 닌텐도 뮤직
닌텐도 뮤직(Nintendo Music)은 닌텐도 자사의 비디오 게임 사운드트랙을 제공하는 음악 스트리밍 서비스이다. 닌텐도 스위치 비디오 게임기의 구독 서비스 닌텐도 스위치 온라인 사용자가 이용가능하다. 2024년 10월 31일 안드로이드 및 iOS 플랫폼으로 출시됐다.

## 기능
사용자가 플레이리스트를 임의로 작성하고 관리할 수 있다. 일부 곡은 15, 30 및 60분으로 연속재생할 수 있다.

## 출시

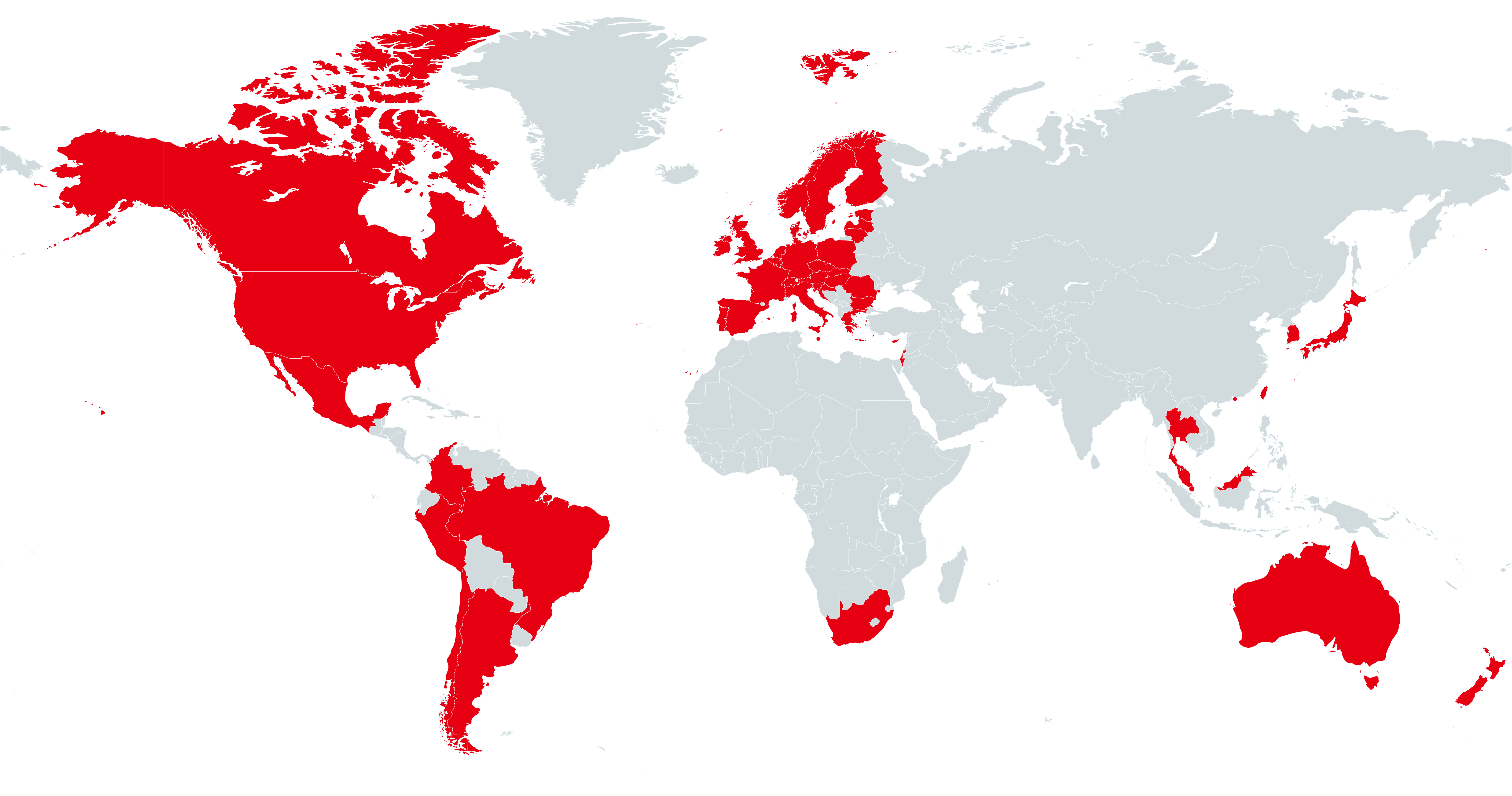
2025년 2월 기준 닌텐도 뮤직이 사용가능한 지역

닌텐도 뮤직은 2024년 10월 31일 발표돼 같은 날 출시됐다.

## 음악
출시 당일 23종의 다양한 게임기 및 게임의 사운드트랙이 제공됐다. 2024년 12월 10일 기준으로 30종의 사운드트랙이 공개됐다.
| 공개일      | 사운드트랙                                    | 주          |
| ----------- | --------------------------------------------- | ----------- |
| 2024년 10월 | Wii 채널                                      | [ 6 ] [ 7 ] |
| 2024년 10월 | 닌텐독스                                      | [ 6 ] [ 7 ] |
| 2024년 10월 | 닥터마리오                                    | [ 6 ] [ 7 ] |
| 2024년 10월 | 도모다치 컬렉션                               | [ 6 ] [ 7 ] |
| 2024년 10월 | 동키콩 컨트리                                 | [ 6 ] [ 7 ] |
| 2024년 10월 | 마리오 카트 8 디럭스                          | [ 6 ] [ 7 ] |
| 2024년 10월 | 메트로이드                                    | [ 6 ] [ 7 ] |
| 2024년 10월 | 메트로이드 프라임                             | [ 6 ] [ 7 ] |
| 2024년 10월 | 모여봐요 동물의 숲                            | [ 6 ] [ 7 ] |
| 2024년 10월 | 별의 커비                                     | [ 6 ] [ 7 ] |
| 2024년 10월 | 별의 커비 스타 얼라이즈                       | [ 6 ] [ 7 ] |
| 2024년 10월 | 슈퍼 마리오 갤럭시                            | [ 6 ] [ 7 ] |
| 2024년 10월 | 슈퍼 마리오 오디세이                          | [ 6 ] [ 7 ] |
| 2024년 10월 | 슈퍼 마리오브라더스                           | [ 6 ] [ 7 ] |
| 2024년 10월 | 스타폭스 64                                   | [ 6 ] [ 7 ] |
| 2024년 10월 | 스플래툰 3                                    | [ 6 ] [ 7 ] |
| 2024년 10월 | 요시 아일랜드                                 | [ 6 ] [ 7 ] |
| 2024년 10월 | 젤다의 전설 브레스 오브 더 와일드             | [ 6 ] [ 7 ] |
| 2024년 10월 | 젤다의 전설 시간의 오카리나                   | [ 6 ] [ 7 ] |
| 2024년 10월 | 파이어 엠블렘 열화의 검                       | [ 6 ] [ 7 ] |
| 2024년 10월 | - 포켓몬스터 스칼렛·바이올렛 - 및 제로의 비보 | [ 6 ] [ 7 ] |
| 2024년 10월 | 피크민 4                                      | [ 6 ] [ 7 ] |
| 2024년 11월 | Wii 스포츠                                    | [ 9 ]       |
| 2024년 11월 | 동키콩 컨트리 2                               | [ 10 ]      |
| 2024년 11월 | 매일매일 DS 두뇌 트레이닝                     | [ 11 ]      |
| 2024년 11월 | 슈퍼 마리오브라더스 원더                      | [ 12 ]      |
| 2024년 11월 | 에프제로 X                                    | [ 13 ]      |
| 2024년 12월 | 슈퍼 마리오 64                                | [ 14 ]      |
| 2024년 12월 | 스플래툰 2 및 옥토 익스팬션                   | [ 15 ]      |
| 2024년 12월 | 웨이브 레이스 64                              | [ 16 ]      |
| 2024년 12월 | 젤다의 전설 스카이워드 소드                   | [ 17 ]      |
| 2025년 1월  | 동키콩 컨트리 3                               | [ 18 ]      |
| 2025년 1월  | 슈퍼 마리오 카트                              | [ 19 ]      |
| 2025년 1월  | 젤다의 전설 바람의 지휘봉                     | [ 20 ]      |
| 2025년 1월  | 포켓몬 레전즈 아르세우스                      | [ 21 ]      |
| 2025년 2월  | 슈퍼 마리오 월드                              | [ 22 ]      |
| 2025년 2월  | 슈퍼 마리오브라더스 2                         | [ 23 ]      |
| 2025년 2월  | 엇갈림 Mii 광장                               | [ 24 ]      |
| 2025년 2월  | 황금의 태양: 열린 봉인                        | [ 25 ]      |
| 2025년 3월  | 닥터마리오                                    | [ 26 ]      |
| 2025년 3월  | 별의 커비 디스커버리                          | [ 27 ]      |
| 2025년 3월  | 젤다의 전설 신들의 트라이포스                 | [ 28 ]      |
| 2025년 3월  | 슈퍼 마리오브라더스 3                         | [ 29 ]      |
| 2025년 3월  | 테트리스                                      | [ 26 ]      |
| 2025년 4월  | 에프제로                                      | [ 30 ]      |
| 2025년 4월  | 에프제로 X                                    | [ 30 ]      |

1. ↑  게임보이판 수록[5]
2. ↑  패미컴 디스크 시스템 및 패밀리 컴퓨터판 수록[5]
3. ↑  패밀리 컴퓨터판
4. ↑  23개 곡 추가로 그 외 음악은 2025년에 추가예정
5. ↑  게임보이 및 패밀리 컴퓨터판 수록
6. ↑  64DD 전용발매 익스팬션 키트에 실린 음악 수록

## 반응
출시 2주 후 닌텐도 뮤직 다운로드 수가 1백만 번을 초과했다.